# Bognár László (politikus, 1949)
Bognár László (Budapest, 1949. február 24. –) magyar teológus, pedagógus, neveléstörténész, atléta, gátfutó, politikus, országgyűlési képviselő, 1994 és 1998 között Göd polgármestere.

## Élete
Középiskolai tanulmányait a budapesti Piarista Gimnáziumban végezte, majd teológusi és földrajz-testnevelés szakos tanári diplomát szerzett. 1983-ban neveléstörténetből doktorált, kutatási területe az ókori nevelés. Tíz évig dolgozott évig a budapesti Piarista Gimnázium tanáraként, majd a Hittudományi Akadémia tanulmányi igazgatója és az ELTE Tanárképző óraadó tanára lett, valamint a Népjóléti Minisztériumban is dolgozott.

### Sportolói pályafutása
1973 és 1978 között 110 és 60 méteren gátfutóként vett részt a magyar atlétikai bajnokságon, a Testnevelési Főiskola, majd a SZEOL AK színeiben versenyzett. 1974-ben a szabadtéri bajnokságon 110 méteren, valamint 1974-ben, 1976-ban és 1978-ban a fedett pályás bajnokságon 60 méteren magyar bajnok lett. 1976-ban a müncheni fedett pályás Európa-bajnokságon 60 méteren 6. helyen végzett.

### Politikai pályafutása
Politikai pályafutását 1993-ban kezdte, mikor az MDF színeiben országgyűlési képviselő lett, egy megüresedett listás mandátumot vett át. 1993 nyarán kilépett az MDF-ből és a MIÉP-hez csatlakozott, melynek alelnökévé választották. Az 1994-es országgyűlési választásokon nem szerzett mandátumot, azonban ebben az évben Göd polgármesterévé választották, a tisztséget 1998-ig töltötte be. 1995-től a Pest Megyei Közgyűlés tagja és az oktatási bizottság alelnöke volt. A Magyar Út Körök Mozgalom Becsületbíróságának elnöke, valamint a Magyar Pedagógiai Társaság és az ENSZ Speciális Tanácsa tagja volt, az United Nations of Yoga képviselőjeként. Az 1998-as országgyűlési választásokon ismét parlamenti mandátumot szerzett. Az Országgyűlés társadalmi szervezetekkel foglalkozó bizottságának elnöke volt, főleg az ifjúság helyzetével, a kábítószerek szabályozásával, a társadalmi szervezetekkel és sportügyekkel foglalkozott.